# Grubhof (Nabburg)
Grubhof ist ein Ortsteil der Stadt  Nabburg im Oberpfälzer Landkreis Schwandorf (Bayern).

## Geografie
Grubhof liegt ungefähr 7 Kilometer nordöstlich von Nabburg an der Straße von Nabburg nach Pamsendorf, ungefähr 500 Meter südwestlich des Fasseringbaches, der etwa einen Kilometer weiter südöstlich entspringt, ungefähr zwei Kilometer nach Nordwesten fließt und östlich der Stelzlmühle in den Stelzlmühlbach mündet.

## Geschichte
Der Name Grubhof wurde erst 1979 erteilt und bezeichnet eine Einöde nördlich von Tauchersdorf.
Bis 1978 gehörten zur Gemeinde Hohentreswitz außer Hohentreswitz selbst
- nach dem Verzeichnis von 1842: Aspachmühle, Bornmühle, Bornmühlschleife, Fuchsendorf, Herdegen, Stelzlmühle[2]
- und außerdem nach der Eingliederung der Gemeinde Pamsendorf 1971: Grubhof, Häuslberg, Kurmhof, Löffelsberg, Oberpfreimd, Pamsendorf, Rappenberg, Tauchersdorf, Trefnitz und Wiesensüß.[3]

Am 1. Mai 1978 wurde die Gemeinde Hohentreswitz aufgelöst, dabei gelangten
- Häuslberg und Trefnitz in die Gemeinde Guteneck
- Grubhof, Tauchersdorf und Wiesensüß zur Stadt Nabburg.[4]

Der Rest der Gemeinde Hohentreswitz – also: Aspachmühle, Bornmühle, Bornmühlschleife, Fuchsendorf, Herdegen, Stelzlmühle, Kurmhof, Löffelsberg, Oberpfreimd, Pamsendorf und Rappenberg – wurde in die Stadt Pfreimd eingegliedert.
Am 31. Dezember 1990 hatte Grubhof 6 Einwohner und gehörte zur Expositur Hohentreswitz der Pfarrei Trausnitz.